# Hypoptopoma
Hypoptopoma es un género de pequeños peces de agua dulce de la familia Loricariidae en el orden Siluriformes. Sus 15 especies habitan en aguas cálidas y templado-cálidas de América del Sur. La mayor especie alcanza una longitud total que ronda los 10 cm.

## Distribución
Hypoptopoma habita en cuencas fluviales que drenan hacia el Atlántico, desde Colombia y Venezuela, y en las cuencas del Amazonas, del Orinoco, y del Plata, en Paraguay, Bolivia, Brasil y el nordeste de la Argentina, en las subcuencas de los ríos Paraguay y Paraná.

## Taxonomía
Este género fue descrito originalmente en el año 1868 por el zoólogo británico, nacido en Alemania, Albrecht Carl Ludwig Gotthilf Günther.  
Especies
Este género se subdivide en 15 especies:
- Hypoptopoma baileyi Aquino & S. A. Schaefer, 2010
- Hypoptopoma bianale Aquino & S. A. Schaefer, 2010
- Hypoptopoma brevirostratum Aquino & S. A. Schaefer, 2010
- Hypoptopoma elongatum Aquino & S. A. Schaefer, 2010
- Hypoptopoma guianense Boeseman, 1974
- Hypoptopoma gulare Cope, 1878
- Hypoptopoma incognitum Aquino & S. A. Schaefer, 2010
- Hypoptopoma inexspectatum (Holmberg, 1893)
- Hypoptopoma joberti (Vaillant, 1880)
- Hypoptopoma muzuspi Aquino & S. A. Schaefer, 2010
- Hypoptopoma psilogaster Fowler, 1915
- Hypoptopoma spectabile (C. H. Eigenmann, 1914)
- Hypoptopoma steindachneri Boulenger, 1895
- Hypoptopoma sternoptychum (Schaefer, 1996)
- Hypoptopoma thoracatum Günther, 1868